# Fluorobenzaldeído
| Fluorobenzaldeído  |                                            |                                            |                                            |
| Nome               | 2-Fluorobenzaldeído                        | 3-Fluorobenzaldeído                        | 4-Fluorobenzaldeído                        |
| Outros nomes       | o-Fluorobenzaldeído orto-Fluorobenzaldeído | m-Fluorobenzaldeído meta-Fluorobenzaldeído | p-Fluorobenzaldeído para-Fluorobenzaldeído |
| Fórmula estrutural |                                            |                                            |                                            |
| Número CAS         | 446-52-6                                   | 456-48-4                                   | 459-57-4                                   |
| PubChem            | 67970                                      | 68009                                      | 68023                                      |
| Fórmula            | C7H5FO                                     | C7H5FO                                     | C7H5FO                                     |
| Massa molar        | 124,12 g·mol−1                             | 124,12 g·mol−1                             | 124,12 g·mol−1                             |
| Estado físico      | líquido                                    | líquido                                    | líquido                                    |
| Ponto de fusão     | −44,5 °C                                   |                                            | −10 °C                                     |
| Ponto de Ebulição  | 172–174 °C                                 | 169–174 °C 66-68 °C a 20 mmHg              | 176–179 °C                                 |

Fluorobenzaldeído refere-se a um grupo de compostos orgânicos, isômeros, de fórmula C7H5FO.